# Sophie Milman
Sophie Milman (Ufa, 1983) é uma cantora de jazz nascida na Rússia mas radicada no Canada.
De origem judaica, Sophie emigrou com os pais da Rússia para Israel no inicio dos anos 90. Foi ali que começou a ouvir jazz.
O primeiro álbum de Sophie Milman, com titulo homónimo, foi lançado em 12 de outubro de 2004 no Canadá através da produtora Linus Entertainment e em 2006 nos Estados Unidos da América através da Knoch Records.
Milman é estudante de Comércio na Universidade Toronto.

## Discografia
| Ano  | Titulo                            | Editora/Gravadora | Músicas |
| ---- | --------------------------------- | ----------------- | --- |
| 2004 | Sophie Milman                     | Linus             | 1. Agua de Beber 2. I Can't Give You Anything but Love, Baby 3. Guilty 4. My Baby Just Cares for Me 5. Back Home To Me 6. The Man I Love 7. Lonely In New York 8. I Feel Pretty 9. La Vie en rose 10. My Heart Belongs to Daddy 11. Ochi Chornye (Dark Eyes) 12. This Time of the Year                                                                                             |
| 2007 | Live at The Winter Garden Theatre | Linus             | 1. Whatever Lola Wants (ft. Jesse Cook) 2. My Baby Just Cares For Me 3. Ochi Chornye (Dark Eyes) 4. Bye Bye Love |
| 2007 | Make Someone Happy                | Linus             | 1. People Will Say We're in Love 2. Something In The Air Between Us 3. Rocket Love 4. So Long, You Fool 5. Matchmaker, Matchmaker 6. Like Someone in Love 7. Make Someone Happy 8. (It's Not Easy) Bein' Green 9. Reste (Stay) 10. Fever 11. Undun 12. It Might as Well Be Spring 13. Eli, Eli (A Walk To Caesarea) 14. Stay (bonus track) 15. Save Your Love For Me (bonus track) |